# Талпалај (Њамц)
Талпалај (рум. Tălpălăi) насеље је у Румунији у округу Њамц у општини Панчешти. Oпштина се налази на надморској висини од 308 m.

## Становништво
Према подацима из 2002. године у насељу је живело 170 становника, од којих су сви румунске националности.